# Michael Glauser
Michael Glauser (St. George, ...) è un attore statunitense.
È noto per essere stato il protagonista bambino, nella saga di Clubhouse Detectives, diretta dal regista Eric Hendershot.

## Biografia
Michael nasce a St. George (Utah), Iniziando la sua carriera molto giovane, venendo scoperto dal regista Eric Hendershot, dove gli viene affidata la parte di Tyler protagonista nel film per bambini Piccoli Cowboy (Horse Crazy), insieme a Jonathan Cronin e Brittany Armstrong. La sua notorietà internazionale arriverà nella trilogia di Clubhouse Detectives in italia trasmessa su Disney Channel e sempre diretta dal regista Erich Hendershot, dove interpreta il ruolo di Dez, interpretando il ruolo in tutti e tre i film: Clubhouse Detectives - L'amica reale, Clubhouse Detectives - Scacco al club e Clubhouse Detectives - Museo per signora. 
Nel 2005 ha un piccolo ruolo nel film cinematografico Down and Derby con protagonista Greg Germann e Pat Morita, dove recita insieme a Robert Costanzo. Rimane fermo sulle scene fino al 2018 dove ha un ruolo da protagonista nel film horror indipendente The Evil Rises diretto dal regista Daniel Florenzano . Nel 2023 è ospite nella webserie dello youtuber italiano Luigi Addate .
Nel 2024 si unisce al cast della serie tv americana The Tall Tales of Jim Bridger con protagonista Rib Hillis. 

## Filmografia

### Cinema
- Piccoli Cowboy (Horse Crazy) , regia di Eric Hendershot (2001)
- Down and Derby, regia di Eric Hendershot (2005)
- The Evil Rises, regia di Daniel Florenzano (2018)
- The Council 2, regia di JayTee Thompson (2025)

### Televisione
- Clubhouse Detectives - L'amica reale (Clubhouse Detectives in Search of a Lost Princess), regia di Eric Hendershot (2002)
- Clubhouse Detectives - Scacco al club (Clubhouse Detectives in Big Trouble), regia di Eric Hendershot (2002)
- Clubhouse Detectives - Museo per signora (Clubhouse Detectives in Scavenger Hunt), regia di Eric Hendershot (2003)
- The Tall Tales of Jim Bridger, regia di 	Paul Epstein - Serie TV, episodio 1x10 (2024)

### Cortometraggi
- Run, regia di Alex Magaña (2022)
- Thirsty, regia di Alex Magaña (2022)
- Mukbang 2, regia di Alex Magaña (2022)
- Biscuit, regia di Rishav Raman (2023)
- The Game Show, regia di Alex Magaña (2025)

### Webserie
- GiGi TV Show 2 - Gli anni d'oro, regia di Luigi Addate (2023) - 3º episodio